# Carol Rovira
Pour les articles homonymes, voir Carol et Rovira.
Carol Rovira, née en 1989 à Camarles en Catalogne, est une actrice espagnole de théâtre et de série télévisée.

## Biographie
Carol Rovira est connue pour son rôle de Susi dans la série télévisée La Riera.
Elle est également connue pour son rôle d'Amélia Ledesma dans la série télévisée Amar es para siempre. 
Le couple formé par Luisita (Paula Usero) et Amélia est nommé par le mot-valise Luimelia par les fans,.

## Filmographie
- 2013 : Lois, tengo algo que decirte (court métrage) : Mary Jane
- 2016 : El Ramon de les Olives (série télévisée)
- 2016-2017 : La Riera (série télévisée) : Susi (17 épisodes)
- 2018 : Presunto culpable (es) (série télévisée) : Maite Otxoa (12 épisodes)
- 2018-2019 : Amar es para siempre (série télévisée) : Amélia Ledesma (11 épisodes)

## Théâtre
- Boscos, Oriol Broggi (La Perla 29, Biblioteca Nacional de Catalunya). 2017.
- Els perseguidors de paraules, Marc Artigau (Teatre Nacional de Catalunya). 2016.
- With my holeheartmindbody, Carlota Subirós (CCCB). 2016.
- Dins la cova, Pau Escribano (El Maldà). Cia. Coralines 2016.
- La cavalcada sobre el llac de Constança, Joan Ollé (Teatre Estudi, Factoria IT). 2016.
- Viajando con Marsillach, Xabi Olza, Varela Producciones y la Compañía de Blanca Marsillach (Gira España). 2015-2016.
- Com us plagui (As you like it), Dugald Bruce-Lockhart (Teatre Akadèmia). Actriz, compositora de las canciones, clarinetista. 2015.
- Cançons d'amors i guerres, Agustí Humet (Gira Catalunya). 2015-2016.
- El principi d'Eliot, Pere Sais (Factoria IT). 2015.
- Fantasia by Escribà, Joan Font, Els Comediants (Marina Bay, Singapur). Como cantante y clarinetista. 2014.
- La llavor del blat, Enric Arquimbau (Teatre de Balaguer). 2014.
- Maria Estuart, Frederic Roda (Factoria IT). 2014.
- Goodbye Barcelona, Fran Arráez (Teatre del Raval). 2013-2014.
- Inscripcions obscenes, Albert Roig (Tortosa). 2014.
- La Fiesta del Hombre, Begoña Moral (Teatre Estudi). 2014.
- Strange Fruit, Begoña Moral (Atic 22). 2013.
- El Fantasma de l'Òpera, Marc Chornet (La Lira Ampostina). 2013.
- Train to Hollywood, Agustí Estadella (SAT). 2012.
- Odio Hamlet, Jaume Mallofré (Teatreneu). 2009.